# Camille Herron
Pour les articles homonymes, voir Herron.
Camille Herron est une athlète américaine né à Norman, Oklahoma le 25 décembre 1981. Spécialiste de l'ultrafond, elle remporte le championnat du monde du 100 kilomètres en 2015 et améliore plusieurs records du monde d'ultra entre 2015 et 2019, notamment celui des 24 heures sur piste en 2018, puis sur route en 2019.

## Biographie

### Jeunesse
Camille est née à Norman, en Oklahoma, de Jack et Susan Herron, nageuse. Elle obtient son diplôme de la Westmoore High School à Oklahoma City en 2000. En grandissant, elle pratique beaucoup de sports, principalement la danse et le basket-ball. Elle est inspirée par son père et son grand-père qui ont joué tous les deux à l'université de l'état d'Oklahoma pour l'entraîneur Henry Iba. Dès son plus jeune âge, elle n'a pas craint de pousser ses limites à l'extrême.
À l'âge de trois ans, elle faillit se noyer et est sauvée par sa mère. En entendant des histoires de son père sur le fait de pratiquer six heures sans eau ni nourriture, à l'âge de sept ans, elle pratique le basket-ball par temps chaud jusqu'à ce qu'elle perde conscience. Elle pratique sur piste en 7e année et tombe amoureuse de la course à pied après une sortie en cross-country en 8e année. Elle est trois fois championne de piste et trois fois championne de tout-terrain en cross-country au lycée de Duncan.
Sa famille perd son domicile lors des tornades de 1999 dans l’Oklahoma. Elle court ensuite pendant un an à l'université de Tulsa, mais ses blessures mettent finalement fin à sa carrière universitaire. Elle revient à la compétition en tant que coureuse de courses sur route dans sa 5e année d'université, guidée par son mari et ancien coureur d'élite de distance, Conor Holt. Pendant son premier cycle, elle commence à appliquer ses connaissances et recherches scientifiques pour l’aider à rester en bonne santé et à courir plus vite et plus loin.

### Carrière sportive
Elle est trois fois qualifiée pour les épreuves olympiques de marathon. elle remporte 21 marathons et détient le record du monde Guinness pour le marathon le plus rapide en costume de super-héros. Elle souhaite devenir la première femme à remporter un marathon dans les 50 États américains. Elle représente l'équipe des États-Unis aux jeux panaméricains de 2011, terminant 9e au marathon.
Elle devient également la première à gagner à trois reprises le marathon commémoratif d'Oklahoma City. Elle remporte trois titres nationaux dans les épreuves d'ultra (100 km sur route, 50 miles sur route, 100 km en trail). En 2015, elle remporte les championnats du monde des 100 km de l'IAU et les Championnats du monde des 50 km de l'IAU.
En décembre 2018, elle établit huit records américains (50 miles sur route, 50 miles sur piste, 100 km sur piste, 12 km sur piste, 100 miles sur route, 100 miles sur piste, 200 km sur piste, 24 heures sur piste), et trois records du monde (100 miles sur route, 12 heures sur piste et 24 heures sur piste),.
Son record du monde du 100 miles sur route, établit en 12 h 42 min 40 s au 100 miles de Tunnel Hill, est également le meilleur temps des femmes sur piste,. Elle est élue coureuse d'ultra de l'année 2017 par Ultrarunning Magazine et trois fois coureuse d'ultra-trail de l'année en 2016, 2017 et 2018 par l'USA Track & Field (USATF). Elle est quatre fois lauréate du prix USATF Ruth Anderson Ultrarunner de l'année. Elle est élue athlète internationale de l'année 2015 et 2018 de l'IAU.
Le 9 décembre 2018, Camille Herron bat record du monde des 24 heures sur piste avec 262,192 km aux 24 h Desert Solstice (USA). Le 27 octobre 2019, elle pulvérise le précédent record du monde des 24 heures sur route de la polonaise Patrycja Bereznowska de plus de 10 km, en réalisant  270,116 km aux championnats du monde des 24 h IAU d'Albi,.

### Modification de sa fiche Wikipédia et dénigrement de ses concurrents
En septembre 2024, le Canadian Running Magazine rapporte que Camille Herron aurait, avec la complicité de son entraîneur et mari Conor Holt, modifié entre 2017 et 2024 de multiples pages Wikipedia d'athlètes concurrents pour minimiser leurs résultats et aurait modifié sa propre page pour l'encenser, avant que son compte ne soit bloqué par les administrateurs. Selon le site canadien, elle et son complice ont effectué plus de 300 modifications sur diverses fiches Wikipédia, 150 d’entre-elles concernant celle de Camille Herron dont les performances étaient embellies.
À la suite de ces révélations, le président de la Global Organization of Multi-day Marathoners (GOMU), Trishul Cherns, fait part de son indignation. Il juge l'attitude du couple « antisportive, intimidante et mesquine ». Camille Herron a également été lâchée par son équipementier canadien, Lululemon, à la fin de septembre 2024.

### Vie personnelle
Après avoir obtenu son baccalauréat ès sciences en exercice et en sciences du sport avec distinction à l'université de Tulsa en 2005, elle poursuivit ses études de maîtrise en sciences de l'exercice et des sciences du sport à l'université de l'Oregon. Étudiant l'exercice et les os, elle termine sa thèse de maîtrise sur l'amélioration de la récupération osseuse par l'entraînement de la vibration du corps entier. Elle acquiert des compétences dans la technique spécialisée de l'histomorphométrie osseuse.
Après ses études supérieures, elle travaille dans la recherche sur les os à l'université Purdue et à l'université du Michigan et travaille actuellement en tant qu'assistante de recherche en ostéoimmunologie au Centre des sciences de la santé de l'université de l'Oklahoma. Elle partage son temps entre la ville de Warr Acres dans l'Oklahoma et celle d'Alamosa dans le Colorado, avec son mari et ses deux chiens, et aime la bière faite à la maison,,.
À l'automne 2018, elle et son mari lancent une entreprise de coaching, Run With Camille. En janvier 2019, elle survit à un accident de voiture presque fatal et revient moins de deux semaines plus tard pour remporter le Tarawera 100 Mile Endurance Run à Rotorua, en Nouvelle-Zélande, avec un nouveau record sur ce parcours de 17 h 20 min 52 s,.

## Résultats et records du monde (WR)
Statistiques de Camille Herron d'après l'International Association of Ultrarunners (IAU) et la Deutsche Ultramarathon-Vereinigung (DUV) :
| no  | féminin       | Course                                     | Épreuve               | Date départ       | Résultat         | WR |
| --- | ------------- | ------------------------------------------ | --------------------- | ----------------- | ---------------- | -- |
| 32e | Médaille d'or | Championnats du monde du 100 kilomètres    | 100 km route          | 12 septembre 2015 | 7 h 8 min 35 s   |    |
| 4e  | Médaille d'or | The Fall 50                                | 50 miles route        | 24 octobre 2015   | 5 h 38 min 41 s  | WR |
| 24e | Médaille d'or | Championnats du monde du 50 kilomètres     | 50 km route           | 4 décembre 2015   | 3 h 20 min 59 s  |    |
| 9e  | Médaille d'or | Tarawera Ultramarathon 100K                | 100 km trail          | 11 février 2017   | 8 h 56 min 0 s   |    |
| 4e  | Médaille d'or | Tunnel Hill 100                            | 100 miles route       | 11 novembre 2017  | 12 h 42 min 40 s | WR |
| 1re | Médaille d'or | Desert Solstice 24 Hour Run                | 12 heures split piste | 9 décembre 2017   | 149,130 km       | WR |
| 1re | Médaille d'or | Desert Solstice 24 Hour Run                | 24 heures piste       | 8 décembre 2018   | 262,192 km       | WR |
| 2e  | Médaille d'or | Tarawera Ultramarathon 100mi               | 100 miles trail       | 9 février 2019    | 17 h 20 min 52 s |    |
| 1re | Médaille d'or | Championnats du monde des 24 heures d'Albi | 24 heures route       | 27 octobre 2019   | 270,116 km       | WR |
| 4e  | Médaille d'or | Javelina Jundred                           | 100 miles trail       | 31 octobre 2021   | 14 h 3 min 23 s  |    |
| 11e | Médaille d'or | JFK 50 Mile                                | 50 mi                 | 21 novembre 2020  | 6 h 31 min 16 s  |    |